# Emil Theodor Kocher
Pour les articles homonymes, voir Kocher.
Emil Theodor Kocher (25 août 1841 à Berne, Suisse – 27 juillet 1917) est un chirurgien suisse qui a étudié la physiologie de la glande thyroïde et a créé la chirurgie des goitres. Il est lauréat du prix Nobel de physiologie ou médecine de 1909 « pour ses travaux sur la physiologie, la pathologie et la chirurgie de la glande thyroïde ».

## Biographie
Kocher étudie à Zurich, Berlin, Londres et Vienne. Il obtient son doctorat de l'université de Berne en 1865, et a notamment pour professeur Theodor Billroth,. Entre 1865 et 1866, il rencontre le professeur Bernhard von Langenbeck et travaille dans le laboratoire de Rudolf Virchow à Berlin.
En 1872, il succède à Georg Albert Lücke comme professeur ordinaire de chirurgie et directeur de la clinique chirurgicale de l'université de Berne, poste qu'il gardera pendant 45 ans,.
Il devient, en 1876, le premier chirurgien à exciser la glande thyroïde dans le traitement du goître. En 1912, il rapporte avoir réalisé 5 000 excisions de thyroïde.
En 1909, il est lauréat du Prix Nobel de physiologie ou médecine pour son travail sur la glande thyroïde. Trois années plus tard, il donne la somme de 200,000 francs suisses à l'institut de recherche de son université, qui portera, tout comme une rue de Berne, son nom,.
Il a publié sur beaucoup d'autres sujets que la glande thyroïde, notamment sur l'hémostase, les traitements antiseptiques, les maladies nosocomiales, les blessures par arme à feu, la chirurgie abdominale et sur le crétinisme.
Il a inventé les pinces à griffe qui portent son nom.

## Sociétés savantes
- Premier président de l'International Society of Surgery, fondée en 1903[4],
- Président fondateur de la Société suisse de chirurgie[4].